# Eckhart Tolle
Eckhart Tolle, född Ulrich Leonard Tölle den 16 februari 1948 i Lünen i Nordrhein-Westfalen, är en tysk-kanadensisk självhjälpsförfattare och föreläsare. 
Tolle har berättat att han led av depression och ångest under de första 29 åren av sitt liv, men att hans gamla personlighet "bröt ihop" en natt när han inte längre kunde uthärda detta. Istället ersättes den av en intensiv närvaro och en inre stillhet som, enligt vad han själv säger, har varierat i styrka men aldrig lämnat honom. 
Så småningom ledde detta honom in på banan som andlig lärare i England där han bodde. Han flyttade sedan till Vancouver i Kanada där han skrev sin bok The Power of Now, på svenska Lev livet fullt ut (1997), som nådde The New York Times bästsäljarlista år 2000. Han har i många år rest över världen och hållit föredrag, ett flertal gånger har han varit i Sverige, 2013 och nu senast 2023. 
Tolles undervisning bygger på hans egna erfarenheter och intuitioner, men har starka beröringspunkter med zenbuddhism och modern mindfulness. 